# Maladziechna
Maladziechna (bielorruso: Маладзе́чна) o Molodechno (ruso: Молоде́чно) es una ciudad subdistrital de Bielorrusia, capital del distrito homónimo en la provincia de Minsk.
En 2023, la ciudad tenía una población de 89 268 habitantes. Es la tercera ciudad más poblada de la provincia, después de Borísov y Salihorsk.
Se ubica unos 50 km al noroeste de la capital nacional Minsk, sobre la carretera P28 que lleva a Myádzel. Al oeste de la ciudad sale la carretera P106 que lleva a Smarhón y al suroeste la P56 que lleva a Valozhyn.

## Historia
Se conoce la existencia del asentamiento en documentos desde 1388, cuando era un pueblo del Gran Ducado de Lituania mencionado en una carta de Dmitri de Briansk a Vladislao II de Polonia. En 1567, cuando ya era una localidad de relativa importancia, tuvo lugar aquí una reunión de nobles polacos y lituanos para negociar los términos de la Unión de Lublin. En 1757, Augusto III de Polonia concedió derechos de mercado a la localidad, ahora clasificada como miasteczko.
En la partición de 1793 se integró en el Imperio ruso, que lo integró en el uyezd de Vileika de la gobernación de Minsk; en 1847 pasó a formar parte de la gobernación de Vilna. En abril de 1831, en el contexto del Levantamiento de Noviembre, el asentamiento consiguió liberarse durante varios días de la ocupación rusa. Durante siglos había sido una localidad rural de unos mil habitantes, hasta que en 1873 comenzó a crecer como poblado ferroviario, al abrirse aquí una estación de ferrocarril en la línea de Liepāja a Romny. La Paz de Riga de 1921 incluyó la localidad en la Segunda República Polaca, que le dio el estatus de ciudad en 1929.
En 1939, cuando la ciudad ya tenía seis mil habitantes, se integró en la RSS de Bielorrusia. Entre 1941 y 1944 fue destruida por los invasores alemanes quienes, además de enviar a numerosos habitantes locales judíos a campos de concentración repartidos por Europa, establecieron junto a la ciudad un centro de detención de prisioneros de guerra soviéticos, donde más de treinta mil personas fueron asesinadas. La destrucción de Maladzechna no fue tan grande como la de la vecina capital provincial Vileika, por lo que en 1944 se estableció en Maladzechna la sede administrativa de su provincia o vóblast, que existió hasta su integración en la provincia de Minsk en 1960. Esta circunstancia llevó a un rápido crecimiento de la ciudad, que llegó a superar los veintiséis mil habitantes en el censo de 1959, cincuenta mil en el de 1970 y casi cien mil al finalizar el siglo.

## Deportes
- FC Molodechno